# Zaatari
Zaatari (en árabe: مخيم الزعتري) es el segundo campo de refugiados más grande del mundo. Está ubicado en Jordania a 10 km al este de la ciudad de Mafraq. Fue inaugurado el 28 de julio de 2012 al acoger sirios que huían de la violencia de la Guerra Civil Siria que estalló en 2011 y está evolucionando gradualmente en un asentamiento permanente. El último recuento oficial realizado en 17 de noviembre de 2015 realizado por UNHCR, cifró en 79 140 refugiados viviendo en el campamento.

## Historia
Desde la apertura del campamento en julio de 2012, el campamento ha estado viviendo un dramático aumento en su población constante, convirtiéndolo en el mayor campamento de refugiados de oriente medio y el segundo del mundo, así como el mayor centro de población en la Gobernación de Mafraq. Se ha tenido que dividir como si fuera una ciudad, por distritos y calles principales que conectan con el hospital central. Además de los problemas iniciales de falta de suministros, que una red de ONG y asociaciones ha ido paliando con el tiempo, también han ido surgiendo otros fruto de peleas entre refugiados, protestas, explosiones de bombonas de gas butano e inundaciones. El 24 de septiembre de 2012, se vivió una de las peores revueltas dentro del campamento. Una manifestación de unos 1000 refugiados que protestaban por sus condiciones de vida y en el Distrito 3, terminó con intervención policial y un saldo de varios heridos, tanto entre los refugiados como por parte de la policía, además de terminar con el hospital de campaña de Marruecos quemado, así como algunas ambulancias destrozadas. Después del incidente, el primer ministro jordano, Fayez Tarawneh, dijo que repatriarían a los refugiados implicados en los disturbios, medida que no logró sofocar los motines, puesto que una semana más tarde, estalló otra grave revuelta cuando unos 500 refugiados, amotinados por el mismo motivo, terminó en una larga batalla campal que duró toda la noche entre la policía jordana, intentando dispersarles usando gas lacrimógeno, y refugiados que empezaron a destruir y quemar las casetas, tiendas, otro hospital de campaña y ambulancias. Mohammad Khatib, teniente coronel del Departamento de Seguridad Pública de Jordania denunció que los que estaban detrás de los últimas revueltas eran incitadores infiltrados del gobierno de Bashar al-Asad con tal de generar problemas a los refugiados y desestabilizar el campamento con actos violentos.
En marzo de 2013, las fuerzas de seguridad sirias comenzaron una fuerte ofensiva en las regiones del sur de Siria, lo que implicó en un aumento significativo de los refugiados que decidieron cruzar la frontera hasta llegar a Jordania. Para el 11 de marzo hubo más de 156 000 refugiados en el campamento, convirtiendo el campo de refugiados en la cuarto núcleo de población más grande de toda Jordania. Ante tal desbordamiento, se decidió crear un segundo campamento. El campamento ha sufrido varios episodios de violencia, prostitución y tráfico de drogas.
El 5 de abril de 2014, otro grave motín dio lugar a una serie de heridos tanto a refugiados como a miembros de la policía jordana, además de un refugiado sirio muerto por arma de fuego.

## Ubicación y estructura

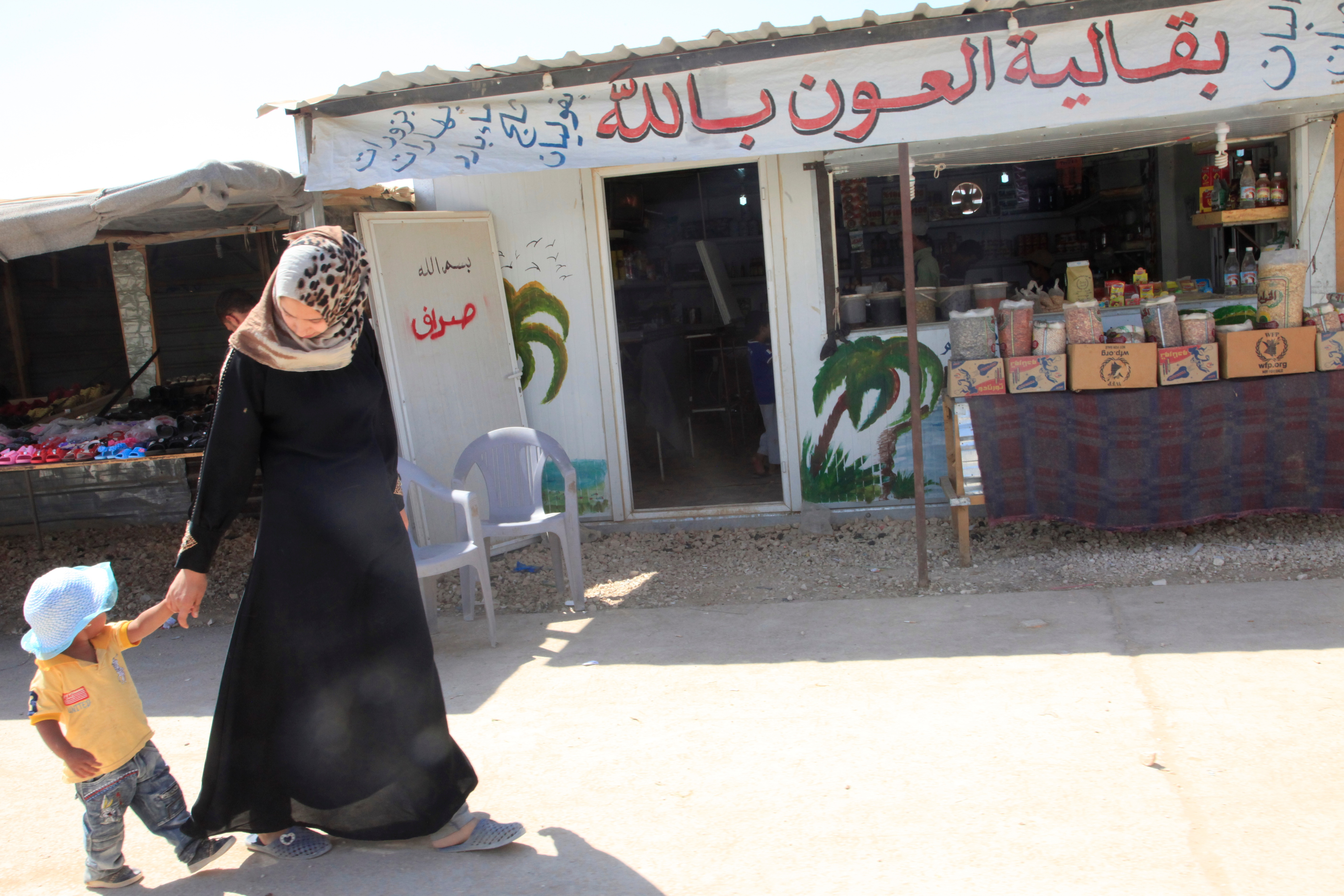
El pequeño comercio aflora dentro del campamento.

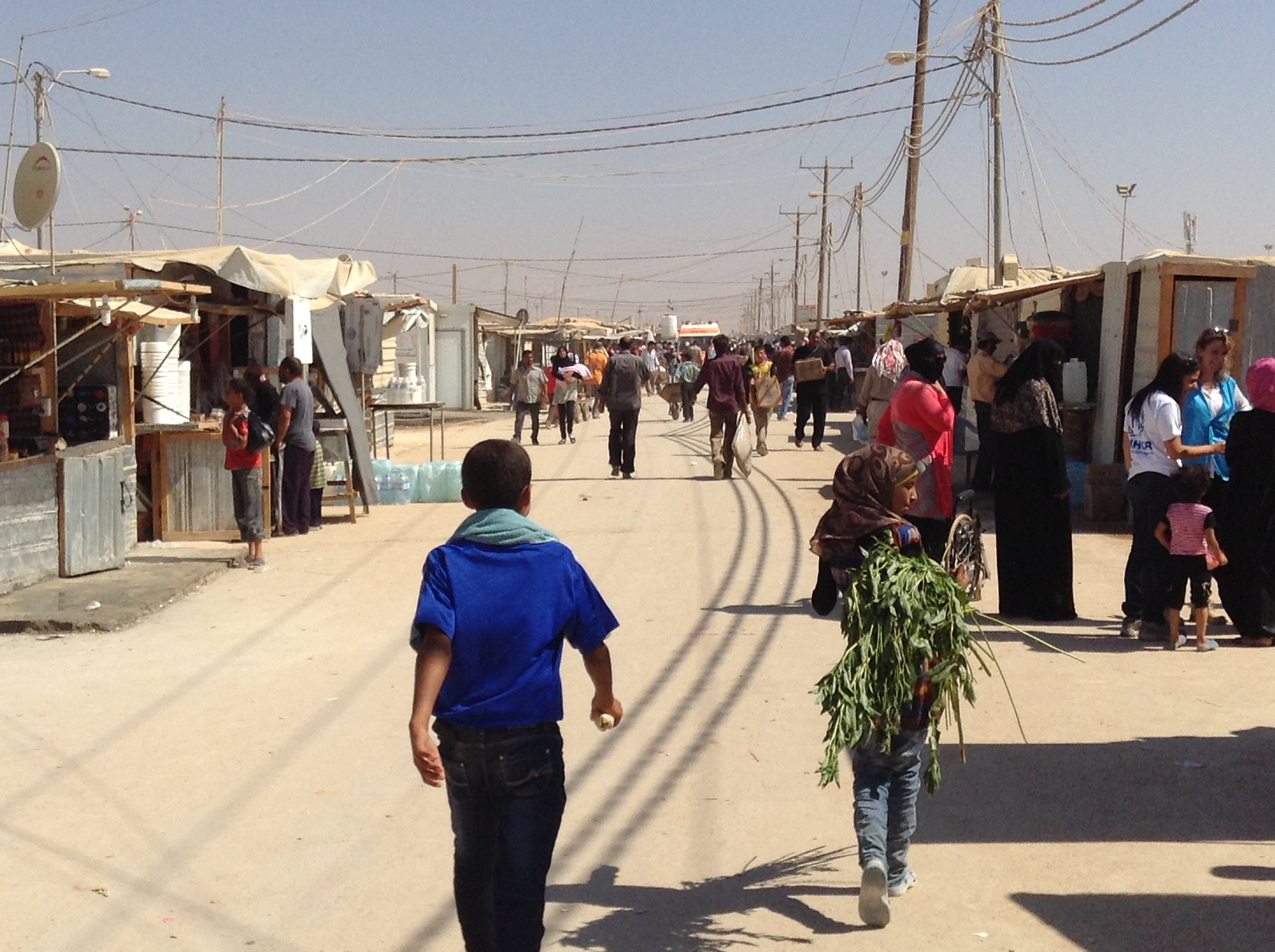
Una de las calles secundarias de distrito.

Zaatari está al norte de Jordania, a unos 12 km al este de la ciudad de Mafraq y a unos 76 km de la capital, Amán. El campamento tiene un diámetro de 8,75 km de diámetro y una superficie de 5 km². Fue levantado a pocos kilómetros de la frontera con Siria y al lado de la autovía 10, que tanto lleva a la vecina ciudad de Mafraq como a la capital. Debido a su gran volumen, se tuvo que planificar y construir como si fuera una ciudad. El campamento, de forma rectangular, está dividido en 12 distritos, cada uno lleva la D de District (en inglés, distrito) acompañada de su correspondiente cardinal. Por lo general, cada distrito está ordenado a partir de una calle general, que va de noroeste a sudeste, desde donde parten varias pequeñas calles que la cruzan perpendicularmente, creando así, una malla de celdas donde ubicar todos los habitáculos de forma ordenada. Si bien UNHCR está planeando pavimentar todo el campamento, por una mejor higiene, a fecha de 2015, la mayor parte de las calles son de tierra prensada a excepción de la general, Al Yasmine Street, que cruza el campamento de noroeste a sudeste y Ring Street, que es la calle que rodea todo el campamento. Cada distrito cuenta con una gran número de baños y cocinas públicas, además de varias mezquitas y puntos de ayuda y soporte de las distintas ONG y asociaciones. Zaatari cuenta con cuatro hospitales, dos de pequeños ubicados en el D3 (uno italiano y otro marroquí), justo en la entrada al campamento para atender a los recién llegados después de pasar por el control y registro de entrada, y otros dos, uno de Médicos sin Fronteras, en el D5, justo en el centro del campamento para que cualquier refugiado de los demás distritos pueda acceder fácilmente.

## Demografía
La mayor parte de refugiados provienen de la Gobernación de Dar'a, Siria. El flujo de refugios entrantes, pero también salientes bien porque han vuelto a su hogar, han ido a otro país o han sido trasladados a otro campamento, es constante y resulta difícil para las ONG hacer un censo preciso. El Alto Comisionado de las Naciones Unidas para los Refugiados (UNHCR, por sus siglas en inglés), entre otras labores, se encarga de los censos. El 24 de abril de 2013, se llegó a la dramática cifra de 202 993 refugiados censados, siendo el pico más alto desde la creación del campamento, convirtiéndose en el cuarto núcleo de población más poblado de toda Jordania. En la tabla siguiente, se muestra el primer censo oficial realizado por UNHCR de cada mes (no siempre coincide el día), a excepción del mes de julio de 2015, mes que no se llegó a realizar.
| Meses      | Población en 2013 | Población en 2014 | Población en 2015     |
| ---------- | ----------------- | ----------------- | --------------------- |
| Enero      | 56 666            | 124 105           | 84 786                |
| Febrero    | 95 703            | 128 415           | 83 772                |
| Marzo      | 156 557           | 104 607           | 83 854                |
| Abril      | 179 101           | 106 073           | 83 501                |
| Mayo       | 152 422           | 101 402           | 82 841                |
| Junio      | 147 287           | 91 110            | 81 401                |
| Julio      | 144 570           | 83 500            | (sin datos oficiales) |
| Agosto     | 131 389           | 81 659            | 80 244                |
| Septiembre | 122 614           | 79 596            | 79 695                |
| Octubre    | 119 975           | 79 281            | 79 333                |
| Noviembre  | 110 439           | 81 321            | 79 150                |
| Diciembre  | 114 813           | 82 818            | (sin datos oficiales) |

Fuente: datos oficiales de los censos realizados por UNHCR. Para realizar la tabla, se han elegido los primeros censos de cada mes (no siempre coincide el día), a excepción del mes de abril de julio de 2015, que no se llegó a realizar.

## Servicios
La administración y organización de los servicios que se prestan a los refugiados del campamento, está a cargo del Alto Comisionado de las Naciones Unidas para los Refugiados, quienes además también se encargan del censo y apoyan a otras ONG en tareas distintas. El modelo aplicado en Zaatari se ha ido alejando gradualmente des un modelo de prestación de servicios convencional en situaciones así, hasta convertirse en un conglomerado urbano de auto aprovisionamiento, donde los refugiados cuentan con diversas formas de asistencia basadas en las ayudas de múltiples ONG, además de ganar dinero a cambio de trabajos sociales que repercutan en ellos mismos, con el fin de alentar a la ayuda mutua. Desde 2012, el número de pequeños comercios ha ido aumentando exponencialmente hasta llegar a más de 23 000, todos ellos regentados por los propios refugiados, vendiendo desde ropa a comida. Cada organización o asociación implicada, tiene delimitadas sus funciones y lugares de acción dentro del campamento con el fin de lograr la mayor eficacia para gestionar todos los servicios y paliar las necesidades más básicas como son el acceso a agua y el mantenimiento de una buena higiene, atención a las mujeres y víctimas de malos tratos, atención a los niños, atención médica, atención psicológica, atención sexual para prevención de enfermedades venéreas y ayuda a las embarazadas, atención psicológica, censo y control de los refugiados entrante y salientes, educación, proporción e instalación de equipamientos básicos que van desde tiendas de campaña a módulos prefabricados, además de camas, mantas, cocinas y hornillos entre otros equipos. También se tuvo que crear una red que garantizara una mínima nutrición y seguridad alimentaria, implicando a más de 20 entidades de todo el mundo y presentes en el campamento, además de acuerdos de colaboración eventuales con otras.

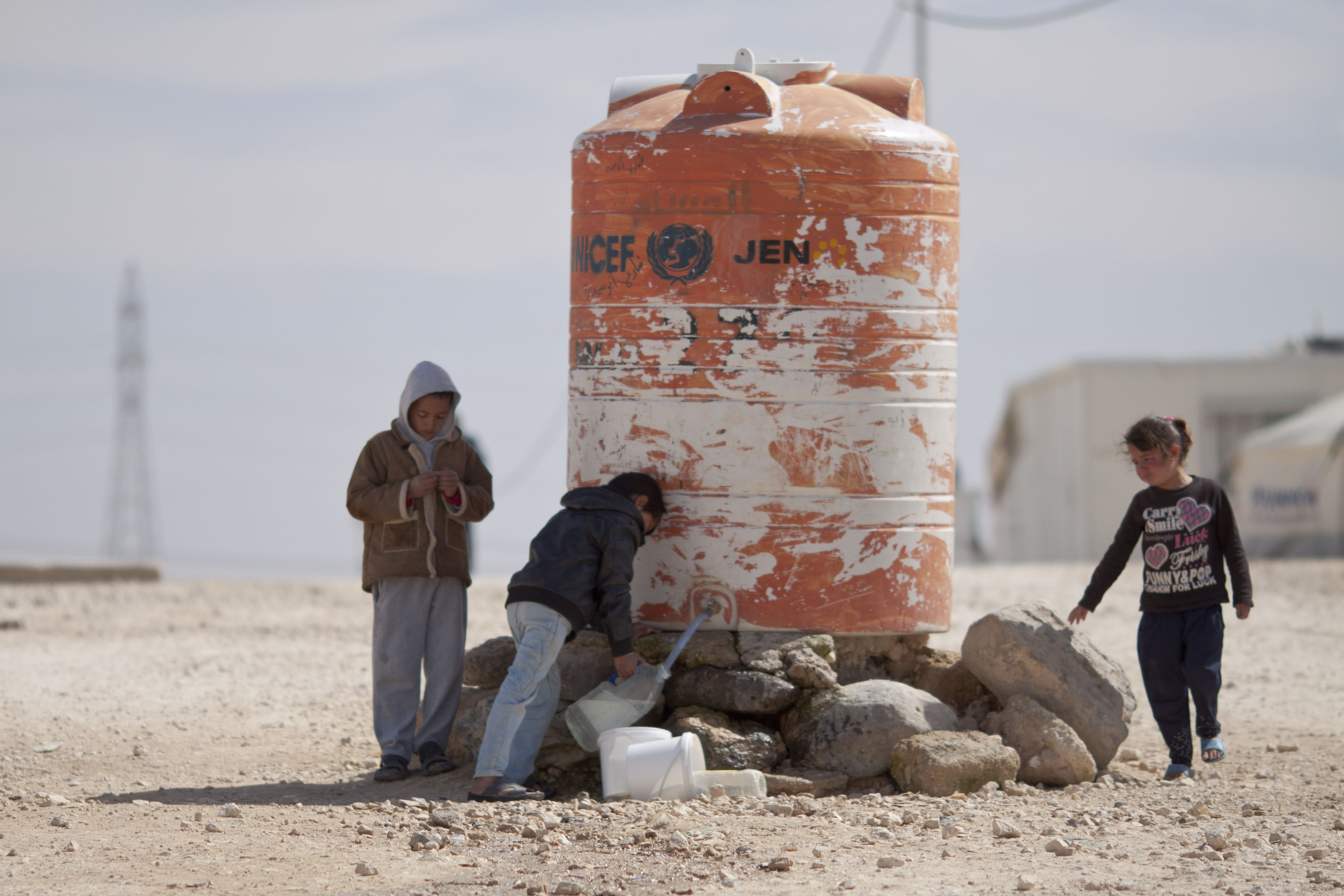
Punto de agua potable suministrado por Japan Emergency NGO en colaboración con Unicef.
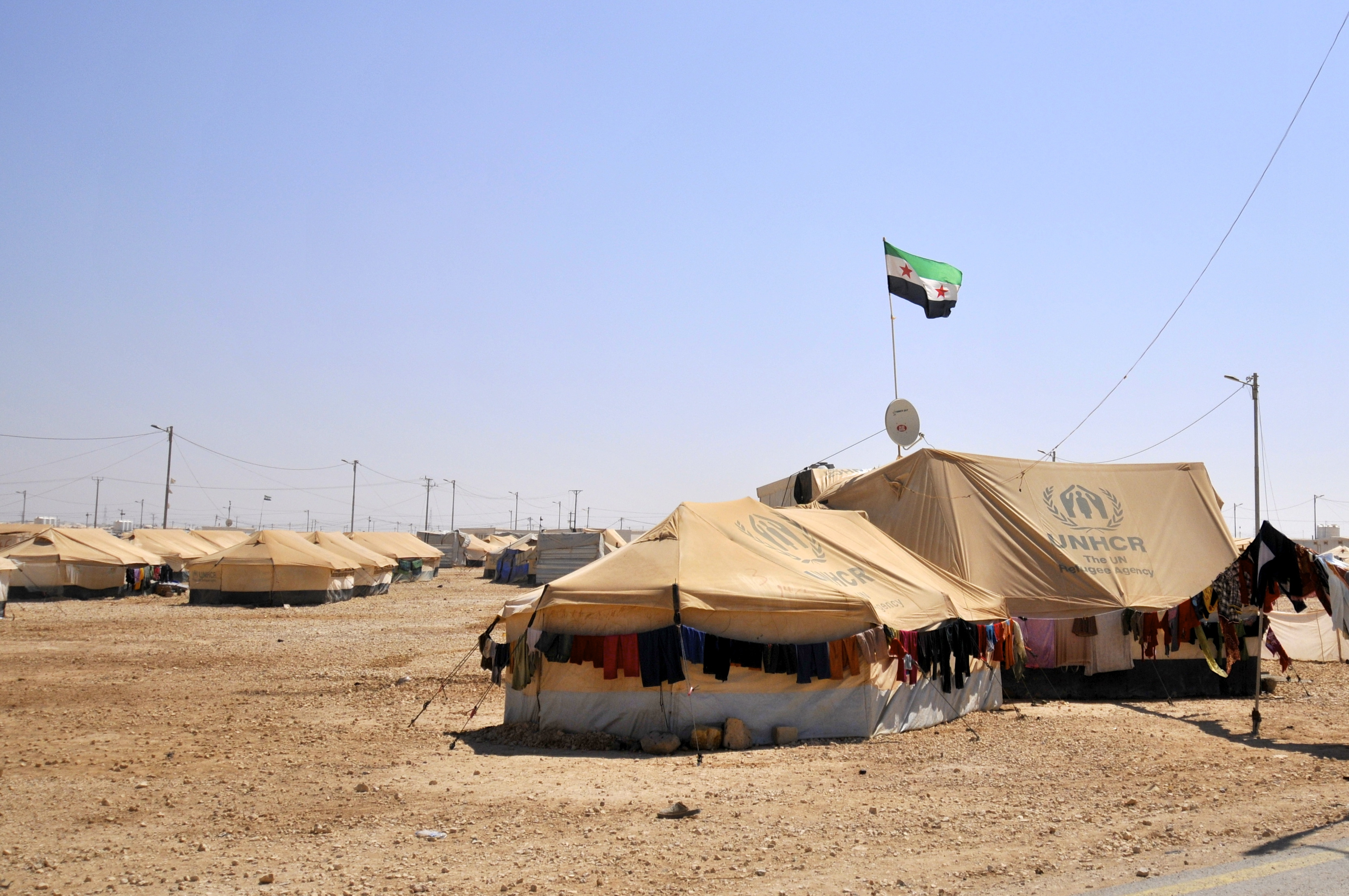
Carpas suministradas por UNHCR.

### Cuadro de distribución de tareas
| Entidad                                                     | Agua e higiene | Educación | Equipamientos | Mujeres | Niños | Nutrición | Protección | Salud |
| ----------------------------------------------------------- | -------------- | --------- | ------------- | ------- | ----- | --------- | ---------- | ----- |
| Agency for Technical Cooperation and Development            | Sí             |           | Sí            |         |       |           | Sí         |       |
| Alto Comisionado de las Naciones Unidas para los Refugiados | Sí             | Sí        | Sí            | Sí      | Sí    | Sí        | Sí         | Sí    |
| Comité Internacional de Rescate                             |                |           | Sí            | Sí      |       | Sí        | Sí         |       |
| Federación Luterana Mundial                                 |                |           |               |         |       |           | Sí         |       |
| Finn Church Aid                                             |                | Sí        |               |         | Sí    |           |            |       |
| Fondo de Población de las Naciones Unidas                   |                |           |               | Sí      | Sí    |           | Sí         |       |
| International Medical Corps                                 |                |           |               |         | Sí    |           | Sí         | Sí    |
| International Relief and Development                        |                | Sí        | Sí            |         |       |           | Sí         | Sí    |
| Japan Emergency NGO                                         | Sí             |           | Sí            |         |       |           |            |       |
| Jordan Health Aid Society                                   |                |           |               |         |       |           |            | Sí    |
| Kokyyo naki kodomotachi                                     |                |           |               |         | Sí    |           |            |       |
| Médicos del Mundo                                           |                |           |               |         |       |           |            | Sí    |
| Médicos sin Fronteras                                       |                |           |               |         |       |           |            | Sí    |
| MercyCorps                                                  |                | Sí        |               |         | Sí    |           | Sí         |       |
| Ministerio de Educación de Jordania                         |                | Sí        |               |         |       |           |            |       |
| Ministerio de Salud de Jordania                             |                |           |               |         |       |           |            | Sí    |
| Noor Al Hussein Foundation                                  |                |           |               | Sí      | Sí    |           |            | Sí    |
| Norwegian Refugee Council                                   | Sí             | Sí        |               |         |       |           |            |       |
| ONU Mujeres                                                 |                |           |               | Sí      |       |           |            |       |
| Oxfam                                                       | Sí             |           | Sí            |         |       |           |            |       |
| Programa Mundial de Alimentos                               |                |           |               |         |       | Sí        |            |       |
| Relief International                                        |                | Sí        |               |         |       |           |            |       |
| Save the Children                                           |                | Sí        |               |         | Sí    | Sí        |            | Sí    |
| Unicef                                                      | Sí             | Sí        |               | Sí      | Sí    |           | Sí         | Sí    |
| United Nations Office for Project Services                  |                |           | Sí            |         |       |           |            |       |